# Legionovia 2013-2014
Questa voce raccoglie le informazioni riguardanti il Legionovia nelle competizioni ufficiali della stagione 2013-2014.

## Organigramma societario
Area direttiva
- Presidente: Sławomir Supa

Area tecnica
- Allenatore: Maciej Kosmol

## Rosa
| N° | Nome               | Ruolo | Data di nascita   | Nazionalità sportiva |
| -- | ------------------ | ----- | ----------------- | -------------------- |
| 1  | Olga Raonić        | P     | 31 dicembre 1986  | Serbia               |
| 3  | Karolina Szymańska | C     | 22 febbraio 1994  | Polonia              |
| 4  | Tamara Rakić       | S     | 22 settembre 1987 | Serbia               |
| 6  | Aleksandra Wójcik  | S     | 3 gennaio 1994    | Polonia              |
| 7  | Anna Sołodkowicz   | S     | 15 febbraio 1984  | Polonia              |
| 8  | Magdalena Saad     | L     | 14 aprile 1985    | Polonia              |
| 9  | Anna Rybaczewski   | S     | 23 marzo 1982     | Francia              |
| 10 | Berenika Tomsia    | S/O   | 18 marzo 1988     | Polonia              |
| 11 | Kinga Baran        | P     | 29 aprile 1982    | Polonia              |
| 12 | Lauren Barfield    | C     | 15 marzo 1990     | Stati Uniti          |
| 13 | Marta Łukaszewska  | S/O   | 11 marzo 1982     | Polonia              |
| 16 | Katarzyna Jóźwicka | C     | 24 settembre 1984 | Polonia              |